# La Raie
Pour l’article homonyme, voir La Raie (James Ensor).
La Raie est un tableau de Jean Siméon Chardin, dit Jean-Baptiste Siméon Chardin, peint avant 1728. Il est exposé au Musée du Louvre à Paris.

## Présentation
Le tableau avait été présenté à l'Exposition de la Jeunesse du 3 juin 1728, jour de la Petite Fête-Dieu. Chardin le présente ensuite, avec Le Buffet, comme morceau de réception à l'Académie royale, le 25 septembre 1728.

## Composition
Le tableau est divisé verticalement en deux parties : le vivant à gauche (chat, huîtres) et l'inanimé à droite (pichet, marmite et autres ustensiles), la raie faisant la transition entre ces deux parties. La composition du tableau est faite de pyramides imbriquées. La raie forme la première grande pyramide, tandis que le chat d'une part, les ustensiles d'autre part, forment deux petites pyramides imbriquées dans la grande.
Un angle sortant vertical apparait sur le mur, en contradiction avec le premier plan. Le manche du couteau suspendu au bord de la table semble sortir du tableau. Ces détails donnent une grande profondeur à la composition.
Le chat hérissé, les reflets sur les ustensiles, la raie sanguinolente sont autant de « flashs » qui attirent l'œil et donnent du rythme au tableau.

## Symbolisme
Comme souvent dans les natures mortes de Chardin, le sujet n'est pas l'essentiel mais le support d'une recherche picturale, un exercice de style sur la lumière, les reflets et les textures. Chardin pratiquait avant l'heure la peinture pour la peinture, comme un précurseur des recherches de la fin du XIXe siècle.

## Citations
En 1763, Diderot considère qu'il s'agit là d'un chef-d'œuvre que tout jeune peintre doit copier :
« Après que mon enfant aurait copié et recopié ce morceau [Diderot parle du Bocal d'olives, qui se trouve également au Louvre], je l'occuperais sur la Raie dépouillée du même maître. L'objet est dégoûtant, mais c'est la chair même du poisson, c'est sa peau, c'est son sang ; l'aspect même de la chose n'affecterait pas autrement. Monsieur Pierre, regardez bien ce morceau, quand vous irez à l'Académie, et apprenez, si vous pouvez, le secret de sauver par le talent le dégoût de certaines natures.
On n'entend rien à cette magie. Ce sont des couches épaisses de couleurs appliquées les unes sur les autres et dont l'effet transpire de dessous en dessus. D'autres fois, on dirait que c'est une vapeur qu'on a soufflée sur la toile ; ailleurs, une écume légère qu'on y a jetée. Rubens, Berghem, Greuze, Loutherbourg vous expliqueraient ce faire bien mieux que moi ; tous en feront sentir l'effet à vos yeux. Approchez-vous, tout se brouille, s'aplatit et disparaît ; éloignez-vous, tout se recrée et se reproduit.
On m'a dit que Greuze montant au Salon et apercevant le morceau de Chardin que je viens de décrire, le regarda et passa en poussant un profond soupir. Cet éloge est plus court et vaut mieux que le mien.» 
:
La plus remarquable description qu'on en puisse donner est celle de Marcel Proust : 
« Maintenant venez jusqu'à la cuisine dont l'entrée est sévèrement gardée par la tribu des vases de toute grandeur, serviteurs capables et fidèles, race laborieuse et belle. Sur la table les couteaux actifs, qui vont droit au but, reposent dans une oisiveté menaçante et inoffensive. Mais au-dessus de vous un monstre étrange, frais encore comme la mer où il ondoya, une raie est suspendue, dont la vue mêle au désir de la gourmandise le charme curieux du calme ou des tempêtes de la mer dont elle fut le formidable témoin, faisant passer comme un souvenir du Jardin des Plantes à travers un goût de restaurant. Elle est ouverte et vous pouvez admirer la beauté de son architecture délicate et vaste, teintée de sang rouge, de nerfs bleus et de muscles blancs, comme la nef d'une cathédrale polychrome. À côté, dans l'abandon de leur mort, des poissons sont tordus en une courbe raide et désespérée, à plat ventre, les yeux sortis. Puis un chat, superposant à cet aquarium la vie obscure de ses formes plus savantes et plus conscientes, l'éclat de ses yeux posé sur la raie, fait manœuvrer avec une hâte lente le velours de ses pattes sur les huîtres soulevées et décèle à la fois la prudence de son caractère, la convoitise de son palais et la témérité de son entreprise. L'œil qui aime à jouer avec les autres sens et à reconstituer à l'aide de quelques couleurs, plus que tout un passé, tout un avenir, sent déjà la fraîcheur des huîtres qui vont mouiller les pattes du chat et on entend déjà, au moment où l'entassement précaire de ces nacres fragiles fléchira sous le poids du chat, le petit cri de leur fêlure et le tonnerre de leur chute

Henri Matisse admirait beaucoup Chardin : « Oui, je vais souvent au Louvre. C'est l'œuvre de Chardin que j'y étudie le plus. Je vais au Louvre pour étudier sa technique » (Écrits et Propos sur l'art (Paris, 1972). En 1896, il réalise une copie de La Raie qui se trouve au musée Matisse du Cateau-Cambrésis. Boudin et Soutine feront eux aussi des pastiches de la Raie.